# Horvátzsidány, Vas
Horvátzsidány (în croată Hrvatski Židan) este un sat în districtul Kőszeg, județul Vas, Ungaria, având o populație de 826 de locuitori (2011). 

## Demografie
Componența etnică a satului Horvátzsidány
     Maghiari (61,42%)
     Croați (37,07%)
     Germani (1,26%)
     Sloveni (0,25%)
Componența confesională a satului Horvátzsidány
     Luterani (2,18%)
     Fără religie (1,33%)
     Necunoscută (95,64%)
     Alte religii (1,94%)
Conform recensământului din 2011, satul Horvátzsidány avea 826 de locuitori. Din punct de vedere etnic, majoritatea locuitorilor (61,42%) erau maghiari, existând și minorități de croați (37,07%) și germani (1,26%). Nu există o religie majoritară, locuitorii fiind luterani (2,18%) și persoane fără religie (1,33%). Pentru 95,64% din locuitori nu este cunoscută apartenența confesională.